# BTG Pactual
Pour les articles homonymes, voir BTG.
BTG Pactual est une banque d'investissement brésilienne spécialisée dans le capital-investissement et capital risque, en plus d'administration d’investissement, des fonds de patrimoines y des fonds gouvernementales en marchés de gestión de patrimoine, gestión globale d’actifs.
BTG Pactual est une entreprise de capital ouvre administrée pour une alliance qui a actuellement 64 sociétaires et 175 associés. La banque été créée en 1983 au Brésil et elle a deux sièges, un à Botafogo, Rio de Janeiro, et un autre à l’avenue Brigadeiro Faria Lima, São Paulo. Par ailleurs, elle a des bureaux dans autres centres financiers du monde, comme New York, Londres, Hong Kong et quelques pays comme Chili, Colombie, Mexique, Argentine et Luxembourg. La banque BTG Pactual fournit aussi des services de conseil, des transactions M&A, des rentes variables, des dettes, des prêts et des finances d’entreprise, ainsi qu’administration des fonds, qu’ils soient sociétés anonymes, institutions financières, gouvernements ou individus de haut patrimoine. Elle agit également dans les investissements immobiliers et est une des plus grandes gestionnaires forestières du monde, avec investissements dans les États-Unis, Amérique Latine, Europe et Afrique. Ainsi que, elle est la plus grande banque d'investissement d’Amérique Latine et aussi d’administration d’actifs indépendants brésiliens,,.

## Historique
Banco Pactual est une banque d’investissement fondée en 1983 à Rio de Janeiro et centrée sur les activités d’intermédiation (Distribuidora de Títulos e Valores Mobiliários Pactual). En 1986, la banque a diversifié et a ouvré une branche de gestion d’actifs. Puis en 1989, elle ouvre un bureau à São Paulo et commence à se développer à l'international.
En 2006, UBS rachète Banco Pactual qui devient UBS Banco Pactual. En 2008, André Esteves et Persio Arida fondent BTG, et rachètent l’année suivante UBS Pactual à UBS pour former BTG Pactual. En 2010, BTG Pactual a annoncé une augmentation de capital de l'ordre de 1,8 milliard de dollars de la part d'investisseurs parmi lesquels plusieurs fonds souverains. L’année suivante, BTG Pactual est entré au capital de Banco PanAmericano.
Depuis le rachat, la banque BTG Pactual s’est développée régulièrement, son patrimoine liquide a augmenté de R$5.100 millions de réaux, en 2009, à R$14.100 millions de réaux, en 2012. André Esteves, comme CEO y président, a dirigé la banque avec des comités de gestion globale. Il a préservé la structure de la société laquelle tous sociétaires étaient exécutives avec responsabilité dans l’organisation. Les pourcentages de la société étaient révisés annuellement, en consonance à la performance individuelle de chacun et la contribution du groupe. En décembre 2010, la banque a capté ressources pour R$ 1.800 millions au capital d’investissement d’un consortium des investisseurs internationaux, notamment les fonds souverains (CIC, de Chine, GIC, de Singapour et ADIC, d’Abu Dhabi), des familles stratégiques (Mottas, du Panamá, Rothschilds du Royaume-Uni, Agnelli d’Italie et Santo Domingo de Colombie), des investisseurs institutionnels (Ontario Teachers’ Pension Plan et J.C. Flowers & CO.). Les sociétaires de BTG Pactual ont conservé le contrôle de la banque, avec une participation d’environ 80% de son capital.
En juillet 2014, BTG a racheté l'activité de la banque privée suisse de Generali pour 1,7 milliard de dollars. En septembre 2015, BTG a racheté pour 1,25 milliard de francs suisses la banque privée suisse BSI. En février 2016, EFG annonce l'acquisition pour 1,34 milliard de dollars de BSI, la filiale suisse basée dans le Canton du Tessin et spécialisée dans la banque privée de BTG Pactual.
Actuellement, Roberto Sallouti est CEO de BTG Pactual et la banque  a contrôlé, en 2019, 158.3 milliards de reais d’actifs,. En avril 2022, les actionnaires de la banque ont confirmé le retour d’André Esteves au poste de président.

## Présence régionale et internationale
Outre ses deux principaux bureaux à Rio de Janeiro et São Paulo, BTG Pactual possède des bureaux à Recife, Porto Alegre, Belo Horizonte, ainsi qu'aux États-Unis (Santa Monica, New York), à Londres, à Genève et à Hong Kong.
Elle est présente dans 20 pays et est la première banque d'investissement d’Amérique latine.

## Secteurs d'activités

### Investment banking
En tant que consultante ou financière, BTG Pactual aide les entreprises, d’autres institutions financières et les gouvernements à obtenir un financement par l’émission de titres et de prêts structurés et garantis. Elle fournit également des services dans les domaines de M&A, IPO, FX ainsi que dans le commerce de produits dérivés et de matières premières,,.

### Asset management
L’Asset Management, gestion de patrimoine, de BTG Pactual fournit des services de gestion et d’administration de fonds d’investissements et de portefeuilles gérés. En mettant l’accent sur la clientèle institutionnelle, Elle offre des solutions de conseil et d’investissement à revenir fixe, des marchés monétaires, des capitaux publics et privés, ainsi que des actions.

### Wealth Management
La zone de BTG Pactual responsable de la gestion des portefeuilles de placements personnalisés pour les personnes à valeur nette élevée (HNW). Elle offre des services de conseil financiers aux familles qui ont besoin de protéger et d’accroître leurs richesses, ainsi  que des services de planification et de succession immobilières.

### Actifs forestiers
BTG Pactual Timberland Investiment Group (TIG) est l’un des plus grands gestionnaires d’actifs forestiers au monde, avec des investissements aux États-Unis. Amérique latine, Europe et Afrique. Le groupe d’investissement dans les forêts forestières de BTG est responsable de l’agro-industrie et de la gestion des forêts, y compris les arbres et les forêts naturelles,.